# Język tehit
Język tehit (a. tahit, tehid), także: kaibus, teminabuan – język zachodniopapuaski używany przez grupę ludności w indonezyjskiej prowincji Papua Zachodnia. Według danych z 2000 roku posługuje się nim 10 tys. osób, z czego dla 500 osób jest to jedyny znany język. Jest skoncentrowany na miejscowości Teminabuan.
Należy do rodziny języków zachodniej Ptasiej Głowy. Dzieli się na szereg dialektów: fkar, imyan, mbol fle, saifi, sawiat salmeit, sfa riere, tehit jit. Jest blisko spokrewniony z językami kalabra i moraid, a w dalszej kolejności z moi. W 1981 r. wyróżniono 11–12 dialektów (tehijit, afsya-nekhua-mbolfle, gemna, sfaryere, ymian, sawiat, fkar, yatfle, sayfi, konyokh, salmeit, wraz z bardzo odrębnym kalabra).
Z danych publikacji Peta Bahasa wynika, że jego użytkownicy zamieszkują wieś Kohoin (dystrykt Teminabuan, kabupaten Sorong Selatan) oraz okoliczne tereny. Katalog Ethnologue (wyd. 18) informuje, że jest używany również na znacznym obszarze dystryktu Sawiat. Znany jest też sąsiednim społecznościom językowym. W kontaktach międzyetnicznych i edukacji wykorzystuje się język indonezyjski (choć większość nauczycieli zna tehit). We wsiach graniczących z miastami zaczyna być wypierany przez indonezyjski (nie jest już przyswajany przez dzieci).
W tehit występuje piątkowy (kwinarny) system liczbowy.
Badaniem języka tehit zajmował się jego rodowity użytkownik D.A.L. Flassy, autor opracowań gramatycznych. Jest zapisywany alfabetem łacińskim.

## Morfologia
W języku tehit występują cztery rodzaje gramatyczne – męski, żeński, mnogi i nijaki. Przykłady:
| rodzaj | formant | przykłady                                         |
| ------ | ------- | ------------------------------------------------- |
| męski  | -w      | ndla-w „mąż”, sna-w „księżyc”, qliik-w „wąż”      |
| żeński | -m      | -ene-m „matka”, tali-m „słońce”, mbol-m „dom”     |
| mnogi  | -y      | sinas-y „mały komar”, sinaq-y „żwir”, siray ‘sól’ |
| nijaki | zero    | bd.                                               |

Afiksy rodzajów w języku tehit nie tylko wyrażają płeć, ale informują także o rozmiarze, kompletności i wizualnej zmienności. Rodzaj męski oznacza niewielkie rozmiary, części całości i zmieniający się wygląd, rodzaj żeński jest natomiast kojarzony z dużymi rozmiarami, całkowitością i stałym wyglądem. Przykłady:
| wet „dziecko” wet-m dziecko-3F „dziewczynka” wet-w dziecko-3M „chłopiec” e’ren „ryba” e’ren-m ryba-3F „duża ryba” e’ren-w ryba-3M „mała ryba” | mbol „dom” mbol-y dom-3PL „domy” mbol-w dom-3M „mały dom” / „domy” sika „kot” sika-w kot-3M „kocur” / „koty” |